# Epieremulus geometricus
Epieremulus geometricus är en kvalsterart som först beskrevs av Berlese 1916.  Epieremulus geometricus ingår i släktet Epieremulus och familjen Caleremaeidae. Inga underarter finns listade i Catalogue of Life.